# Ubbhults kapell

Ubbhults kapell är en kyrkobyggnad i samhället Ubbhult i Marks kommun. Det tillhör Sätila församling i Göteborgs stift. Kapellet som har återuppbyggts efter en brand 2010.

## Kyrkobyggnaden
Långt tillbaka i tiden fanns en kyrkobyggnad Ubbhult, men den revs i början av 1600-talet. Under 1800-talet, när traktens folkmängd blev alltmer talrik, ökade behovet av en kyrkobyggnad. Ubbhults kapell uppfördes 1914-1915 efter ritningar av byggmästarna Albin och Carl Wilhelm Gustafsson. Invigningen ägde rum 1915. 
Den 18 december 2010 totalförstördes kapellet i en brand. Kort därefter fattades beslut om en återuppbyggnad. Denna påbörjades hösten 2012. Kapellet ritades av arkitekten Tomas Carlin. Invigningen förrättades den 8 december 2013 av biskop Per Eckerdal.
Det gamla kapellet hade en stomme av trä och ytterväggar klädda med vitmålad locklistpanel. Taket var klätt med tvåkupiga takpannor. Västra taknocken hade ett litet torn vars tornspira var klädd med kopparplåt. Kyrkorummet hade väggar klädda med ljusgult målade träfiberskivor och ett tredingstak klätt med vitmålade träfiberskivor.

## Inventarier
I kapellet fanns följande inventarier:
- En helmekanisk orgel byggd 1962 av Tostareds Kyrkorgelfabrik.
- Dopfunt av trä med åttakantig fot och cuppa.
- I korets södra del fanns en predikstol utan ljudtak. Predikstolen var dekorationsmålad 1915 av Thorsten Ohlsson, Göteborg.